# IC 3189
IC 3189 је спирална галаксија у сазвјежђу Береникина коса која се налази на листи објеката дубоког неба у Индекс каталогу.
Деклинација објекта је + 25° 25' 35" а ректасцензија 12h 20m 56,2s. Привидна величина (магнитуда) објекта IC 3189 износи 14,8 а фотографска магнитуда 15,5.